# آلفونسو زامورا
آلفونسو زامورا (انگلیسی: Alfonso Zamora؛ زادهٔ ۹ فوریهٔ ۱۹۵۴) بوکسور اهل مکزیک است.